# Hørsholm
Hørsholm (alternativt Hörsholm på svenska) är en tätort (danska: byområde) cirka 20 kilometer norr om Köpenhamn i Region Hovedstaden i östra Danmark. Tätorten omfattar bebyggelse inom tre kommuner: Hørsholms kommun (bland annat centrala Hørsholm samt Rungsted), Fredensborgs kommun (bland annat Kokkedal) och Rudersdals kommun (bland annat Trørød och Vedbæk).
Tätortens befolkning den 1 jan 2017 var totalt 47 294 invånare, fördelat på Fredensborgs kommun 10 115 invånare, Hørsholms kommun 24 457 invånare och Rudersdals kommun 12 722 invånare. 
I Hørsholm ligger Hørsholms kyrka, på platsen för tidigare Hirschholms slott.

## Kommunikationer
Tätorten har järnvägsstationer på Kystbanen i Rungsted (Rungsted Kyst), i Kokkedal och i Vedbæk. Det går också bussar bland annat mellan centrala Hørsholm och Köpenhamn.